# Tliltocatl kahlenbergi
Tliltocatl kahlenbergi — вид павуків родини птахоїдів (Theraphosidae).

## Поширення
Ендемік Мексики. Вид поширений у штаті Веракрус на сході країни.

## Опис
Самці завдовжки 32-34 мм; самиці більші, до 41 мм. Четверта найдовша нога завдовжки до 58 мм у самців і близько 49 мм у самиць. Тіло, як правило, темне із відносно густим покриттям рудого волосся на животі та ногах порівняно з більш рідкісними червоними волосками у T. schroederi.